# Постава
Постава — звичне положення тіла під час ходіння, сидіння тощо, властива кому-небудь манера триматися, як у спокої, так і при русі.
«Звичне положення тіла» — це те положення тіла, яке регулюється як свідомо так і несвідомо. Формується на рівні системи умовних рефлексів — руховим стереотипом. Людина має тільки одну, притаманну лише йому звичну поставу. Постава зазвичай асоціюється з виправкою, звичної позою, манерою тримати себе.
Постава має пряму залежність від поточного самопочуття, втоми людини.
В українській літературі також зустрічається слово стан, як синонім.

## Етимологія
Англійські словники перекладають термін «постава» як carriage, bearing (що швидше за означає виправку, позу), але частіше застосовують науковий термін «posture».
Так американський викладач фізкультури Джессі Банкрофт у своїй книзі «The Posture of School Children» («Постава школярів») пише:
|  | Термін "Постава" застосовується в цій книзі для позначення звичної виправки (манері утримувати тіла), головним чином в положенні стоячи. Він включає в себе правильний розвиток вигинів хребта, грудної клітки, плечового пояса та інших сегментів тіла, а також їх взаємне розташування в вертикальному положенні тіла. Оригінальний текст (англ.) The term « posture »is used in this book to denote the habitual carriage of the body, especially in the erect position. It involves the correct development and contours of spine, chest, shoulders, and other main segments, as well as their relation to each other in the upright position. |

## Типи постави
Відомі класичні схеми Штаффеля (Staffel), що ілюструють різні типи постави:
Перший, основний тип. Фізіологічні вигини хребта добре виражені, мають рівномірно хвилеподібний вигляд. Вертикальна вісь починається від середини черепа, проходить одразу біля заднього краю нижньої щелепи, йде по дотичній до вершини шийного лордозу, опускається, злегка зрізаючи поперековий лордоз, проходить через середину лінії, що з'єднує центри головок стегон, проходить спереду від колінних суглобів і закінчується трохи довше від лінії, що з'єднує суглоби.
Порушення постави в сагітальній площині включають інші типи постави по Штаффелю:
Другий тип постави: плоска або плоско-увігнута спина. Кривизни хребта ледь намічені, він має інфантильний характер. Вертикальна вісь пронизує хребетний стовп по всій його довжині і проходить через лінію, що сполучає суглоби. Груди сплощений, лопатки крилоподібні відходять від грудної клітини, живіт втягнутий. Пружні властивості хребта при цьому понижен.Він легко пошкоджується при механічних впливах і дуже схильний до бічних викривлень.
Третій тип постави — кругла спина. Її основна характеристика — збільшення фізіологічного кіфозу грудного відділу і посилення компенсаторного лордозу шийного і поперекового відділів. Еластичність хребта підвищена. Бічні викривлення рідкісні. Деякими авторами описані інші типи круглої спини з включенням в кіфотична деформацію поперекового відділу і зникнення поперекового лордозу.
Четвертий тип постави по Штаффелю — сутула спина. Домінує грудний кіфоз, інші кривизни слабо помітні. Вертикальна вісь проходить ззаду від лінії, що з'єднує центри головок стегнових кісток. Крім того, порушення постави можуть відзначатися і у фронтальній площині. Це, перш за все, сколіотична постава. Порушення постави зустрічаються у всіх вікових групах, досягаючи 30 і більше відсотків.